# ФК Атърау
ФК „Атърау“ (на казахски: „Атырау“ футбол клубы) е футболен клуб от град Атърау, Атърауска област, Казахстан.
Двукратен вицешампион на Казахстан (2001, 2002). Носител на Купата на Казахстан за 2009. Домакинските си мачове играе на стадион „Мунайшъ“.

## История
От 2001 участва в 15 шампионата във Висшата лига на Казахстан: Най-добро място: 2 (2001, 2002), най-лошо – 15 (2008). Най-голяма победа: 9:2 „Окжетпес“ (Кокшетау), Кокшетау 2010. Най-голяма загуба: 1:7 („Астана“, Астана, 2008).
Носител на Купата на Казахстан за 2009 година.
През 2010 година „Атърау“ заема 5-о, през 2011-а 10-о, а през 2012 г. 11-о място. През 2013 е 8-и и след края на сезона отбора напуска старши треньора черногореца Миодраг Радулович. През 2014 отборът е трениран от беларусинът Владимир Белявски, четири отбора събират равен брой точки по 25, с допълнителен коефициент „Атърау“ заема 9 място – на крачка от отпадане от висшата лига.
От 2015 година „Атърау“ треньор става казахския специалист Владимир Никитенко. Отборът за пръв път от няколко години влиза в първата шестица и се класира 5-и.
През декември 2016 г. за треньор е назначен сърбина Зоран Вулич.

## Успехи
- Висша лига на Казахстан
  -  Второ място (2): 2001, 2002
- Купа на Казахстан:
  -  Носител (1): 2009
  -  Финалист (4): 2017, 2018, 2019, 2024
- Суперкупа на Казахстан
  -  Финалист (1): 2010

## Български футболисти
- Пламен Русинов: 2003 - (6 мача - 1 гол)
- Васил Киров: 2004/05 - (22 мача - 2 гола)
- Стефан Дончев: 2004/05 - (0 мача - 0 гола)